# Viburnum incarum
Viburnum incarum är en desmeknoppsväxtart som beskrevs av Graebner. Viburnum incarum ingår i släktet olvonsläktet, och familjen desmeknoppsväxter. Inga underarter finns listade i Catalogue of Life.